# Olympic Coast National Marine Sanctuary
L'Olympic Coast National Marine Sanctuary (Santuario nazionale marino della costa olimpica) è una delle 14 aree marine protette amministrate dalla National Oceanic and Atmospheric Administration (NOAA), un'agenzia del Dipartimento del commercio degli Stati Uniti d'America.

## Descrizione
Si trova lungo la costa della penisola Olimpica nello stato di Washington. Il santuario è stato dichiarato nel 1994 e comprende una superficie di 8.260 km2 nelle acque dell'Oceano Pacifico da Capo Flattery a nord, alla foce del fiume Copalis, per una distanza di circa 261,5 km. Si estende da 40 a 65 km dalla costa e include la maggior parte della piattaforma continentale, oltre a parti di tre importanti canyon sottomarini: Nitinat, Quinault e Juan de Fuca. Per 103 km. lungo la costa, condivide la gestione con il Parco nazionale di Olympic. Il santuario si sovrappone a Flattery Rocks National Wildlife Refuge, Quillayute Needles National Wildlife Refuge e Copalis Rock National Wildlife Refuge (National Wildlife Refuge).